# Drysdalia rhodogaster
Drysdalia rhodogaster är en ormart som beskrevs av Jan 1873. Drysdalia rhodogaster ingår i släktet Drysdalia och familjen giftsnokar och underfamiljen havsormar. IUCN kategoriserar arten globalt som livskraftig. Inga underarter finns listade i Catalogue of Life.
Arten förekommer i delstaten New South Wales i Australien. Den vistas nära kusten och i låglandet. Habitatet utgörs av skogar och hedområden. Ibland besöker den angränsande kulturlandskap. Individerna gömmer sig under stenar, under träbitar eller i lövskiktet.